# Eru Potaka-Dewes
Eru Potaka-Dewes (* 1939 in Ruatoria; † 7. August 2009 in Rotorua) war ein neuseeländischer Schauspieler und Māori-Aktivist.

## Leben
Eru Potaka-Dewes besuchte die Waiomatatini Native Primary School und Gisborne Boys High. Später studierte er an der Otago University Geschichte und Pädagogik. Danach wurde er Priester und lebte einige Jahre in Australien.
Bei seiner Rückkehr nach Neuseeland Mitte der 1980er Jahre wandte er sich der radikalen Māori-Bewegung zu und trat als Aktivist für die Belange der indigenen Bevölkerung Neuseelands ein.
In den 1990er Jahren wurde Potaka-Dewes einem internationalen Publikum durch seine Rollen in den Filmen Das Piano und Rapa Nui – Rebellion im Paradies bekannt.
Potaka-Dewes war Dekan der theologischen Fakultät des Maori Anglican Theological College in Rotorua. Er unterrichtete an verschiedenen Schulen in Auckland und Rotorua.

## Filmografie
- 1993: Das Piano (The Piano)
- 1993: Anschlag auf die Rainbow Warrior (The Rainbow Warrior)
- 1994: Rapa Nui – Rebellion im Paradies (Rapa Nui)
- 1999: What Becomes of the Broken Hearted?
- 2000: Jubilee
- 2002: The Maori Merchant of Venice